# Anton Bolinder
Anton Bolinder   (Los, 3 de juny de 1915 - 7 de desembre de 2006) fou un atleta suec, especialista en el salt d'alçada, que va competir durant la dècada de 1940.
En el seu palmarès destaca una medalla d'or en la prova del salt d'alçada del Campionat d'Europa d'atletisme de 1946. També guanyà dos campionats nacionals d'alçada, el 1946 i 1948.

## Millors marques
- Salt d'alçada. 1,99 metres (1946)[4]